# RAP Generation
RAP Generation – album zespołu R.A.P. wydany w 1996 roku przez wytwórnię Kaya Production. Nagrania pochodzą z prób i koncertów, które odbyły się w 1986 roku.

## Lista utworów
1. "RAP Generation Ina Different Style" – 6:25
2. "My Woman" – 4:36
3. "I Stand (A Lonely Man)" – 4:49
4. "Front Page News" – 4:59
5. "Follow the Sun" – 5:03
6. "Sittin' Ina Corner (Vocal Mix)" – 2:03
7. "Dredman" – 4:27
8. "Ina Rub–a–Dub–Style" – 2:34
9. "Dreadman Reprise" – 1:40
10. "Ghetto" – 8:25
11. "Rastaman Chant (Live)" – 2:26
12. "Reggae Rockers" – 7:18
13. "African Mornin'" – 6:49
14. "RAP Medley Live (Generation: Reggae Rockers)" – 15:03

## Skład
- Jack Sapphire (Jacek Szafir) – wokal, konga, instr. perkusyjne
- Bertz Dubmaster (Jerzy Mercik) – wokal, instr. perkusyjne, instr. klawiszowe
- Rogal Daprisoner (Marek Rogowski) – wokal, instr. perkusyjne
- Mr. Bassie Destroyer (Wojciech Jaczyczko) – gitara basowa, harfa
- I-rek Digital (Ireneusz Zawadzki) – gitara
- Adler Speedman (Dariusz Mazurkiewicz) – perkusja
- T-Ziut Gralak (Antoni Gralak) – trąbka
- Kinior (Włodzimierz Kiniorski) – saksofon

Realizacja:
- RAP Brethren, Crazy Baldhead, Dread i Jack Kowalski – nagranie i miksowanie
- Jack Saphire / Dreadman (Jacek Szafir) – produkcja